# Navata (Gerona)
Navata es un municipio español de la comarca del Alto Ampurdán en la provincia de Gerona, Cataluña.

## Geografía física
Integrado en la comarca de Alto Ampurdán, se sitúa a 42 kilómetros de la capital provincial. El término municipal está atravesado por la carretera nacional N-260, entre los pK 46 y 49, y por una carretera local que permite la comunicación con Lladó. 
| Noroeste: Lladó   | Norte: Cistella y Vilanant             | Nordeste: Vilanant     |
| Oeste: Cabanellas |                                        | Este: Vilanant y Ordis |
| Suroeste: Crespiá | Sur: Vilademúls y Cabanellas (exclave) | Sureste: Pontós        |

El relieve es predominantemente llano, definido por las vegas de los ríos Manol y Fluviá. La altitud oscila entre los 172 metros en la colina en la que se alza el pueblo y los 60 metros a orillas del Fluviá, en el extremo suroriental. 

## Historia
En el año 1100 se nombra el castillo de Navata, de sus ruinas destaca la torre circular y un gran muro con aspilleras. Dentro de su núcleo antiguo hay casas, de los siglos XV y XVI cercanas a los restos de la muralla de cuando estaba fortificada la ciudad, conservan, a pesar de estar modificadas, elementos históricos, como fechas e inscripciones grabadas en la sillería de sus puertas de entrada.

## Símbolos
El escudo de Navata se define por el siguiente blasón:
«Escudo losanjado: de gules, 2 llaves pasadas en sautor con los dientes arriba y mirando hacia fuera, la de oro en banda por encima de la de argén en barra, acompañadas en la cabeza de un roque de azur perfilado de oro. Por timbre, una corona de barón.»
Fue aprobado el 28 de abril de 1993. Las llaves son el atributo de San Pedro, el patrón local, y el roque de azur fileteado de oro proviene de las armas de los Rocabertí, barones de Navata desde 1249. La corona recuerda que la villa fue el centro de una baronía.

## Demografía
Navata cuenta con una población de 1469 habitantes (INE 2024).
| Gráfica de evolución demográfica de Navata entre 1842 y 2021 |
| |
| Población de derecho según los censos de población del INE Población de hecho según los censos de población del INE Entre el censo de 1970 y el anterior, crece el término del municipio porque incorpora a Tarabaus Entre el censo de 1857 y el anterior, crece el término del municipio porque incorpora a Canellas |

| 1497 | 1515 | 1553 | 1717 | 1787 | 1857 | 1877 | 1887 | 1900 |
| ---- | ---- | ---- | ---- | ---- | ---- | ---- | ---- | ---- |
| 52   | 48   | 58   | 465  | 752  | 1137 | 1109 | 1022 | 969  |

| 1910 | 1920 | 1930 | 1940 | 1950 | 1960 | 1970 | 1981 | 1990 |
| ---- | ---- | ---- | ---- | ---- | ---- | ---- | ---- | ---- |
| 1047 | 1054 | 922  | 862  | 881  | 701  | 645  | 610  | 659  |

| 1992 | 1994 | 1996 | 1998 | 2000 | 2002 | 2004 | 2006 | — |
| ---- | ---- | ---- | ---- | ---- | ---- | ---- | ---- | - |
| 666  | 658  | 685  | 663  | 708  | 753  | 826  | 980  | — |

Entre 1960 y 1970, crece el término del municipio porque incorpora a Tarabaus y Canellas.

### Población por núcleos
Desglose de población según el Padrón Continuo por Unidad Poblacional del INE.
| Núcleos     | Habitantes (2014) | Varones | Mujeres |
| ----------- | ----------------- | ------- | ------- |
| Canellas    | 33                | 16      | 17      |
| Navata      | 932               | 459     | 473     |
| Torremirona | 297               | 151     | 146     |

## Administración
| Periodo   | Nombre              | Partido |
| --------- | ------------------- | ------- |
| 2011-2015 | Jaume Homs          | CiU     |
| 2015-2019 | Jaume Homs Campamar | CiU     |

### Evolución de la deuda viva
El concepto de deuda viva contempla solo las deudas con cajas y bancos relativas a créditos financieros, valores de renta fija y préstamos o créditos transferidos a terceros, excluyéndose, por tanto, la deuda comercial.
| Gráfica de evolución de la deuda viva del ayuntamiento entre 2008 y 2014                             |
| |
| Deuda viva del ayuntamiento en miles de Euros según datos del Ministerio de Hacienda y Ad. Públicas. |

La deuda viva municipal por habitante en 2014 ascendía a 108,56 €.

## Lugares de interés

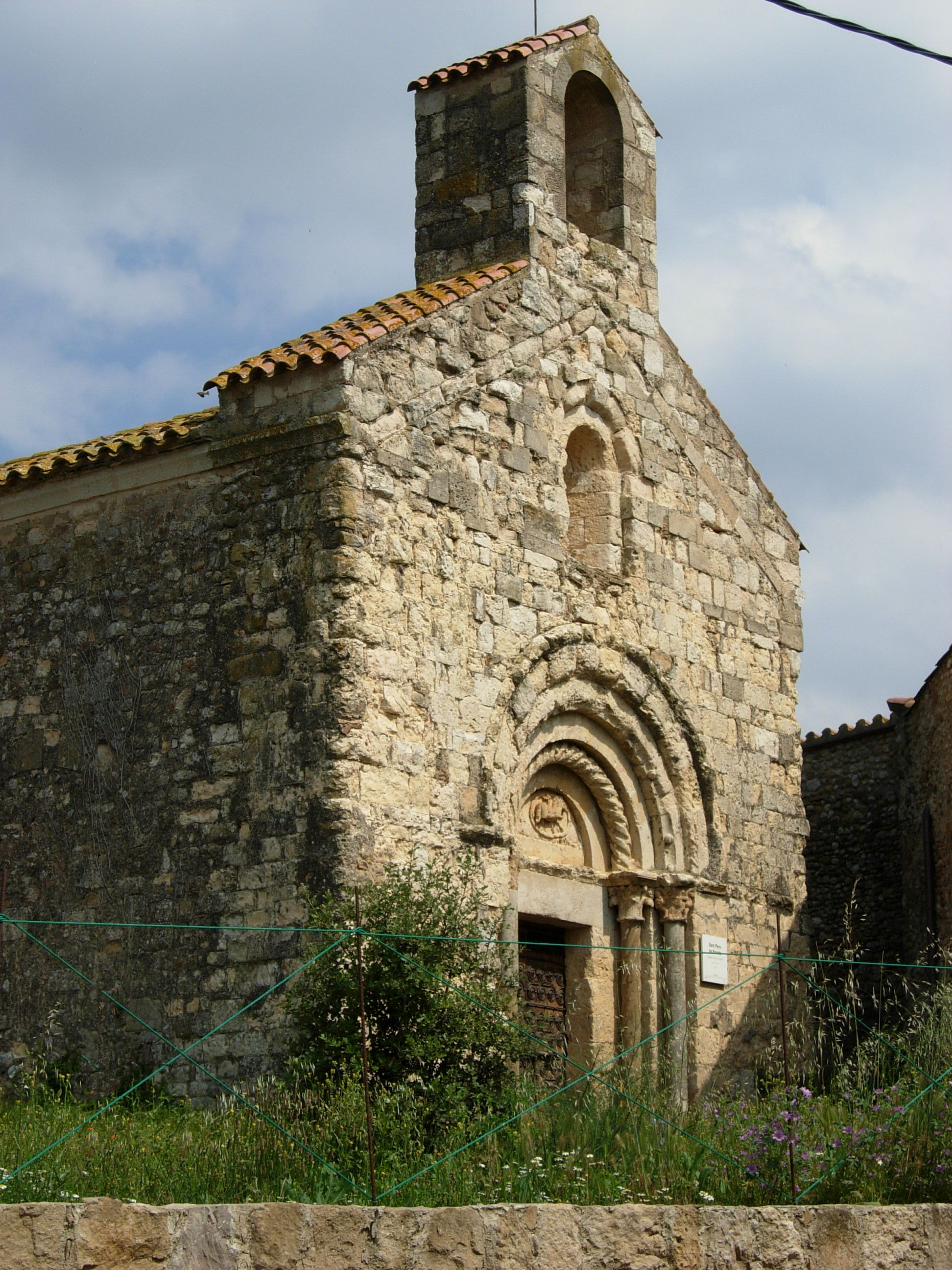
Iglesia de San Pedro de Can Miró de Navata

- Iglesia de San Pedro de Navata, de estilo románico del siglo XII.
- Iglesia de San Esteban de Canelles. Documentada como posesión del monasterio de Santa María de la Grassa en el año 855 hasta el siglo XIV. Fue modificada en el siglo XVIII presentando un aspecto entre barroco y neoclásico.
- Castillo de Navata.
- Restos de muralla.

## Deporte
- Club Futbol Navata